# Medalha de Honra ao Mérito Ottomar de Sousa Pinto

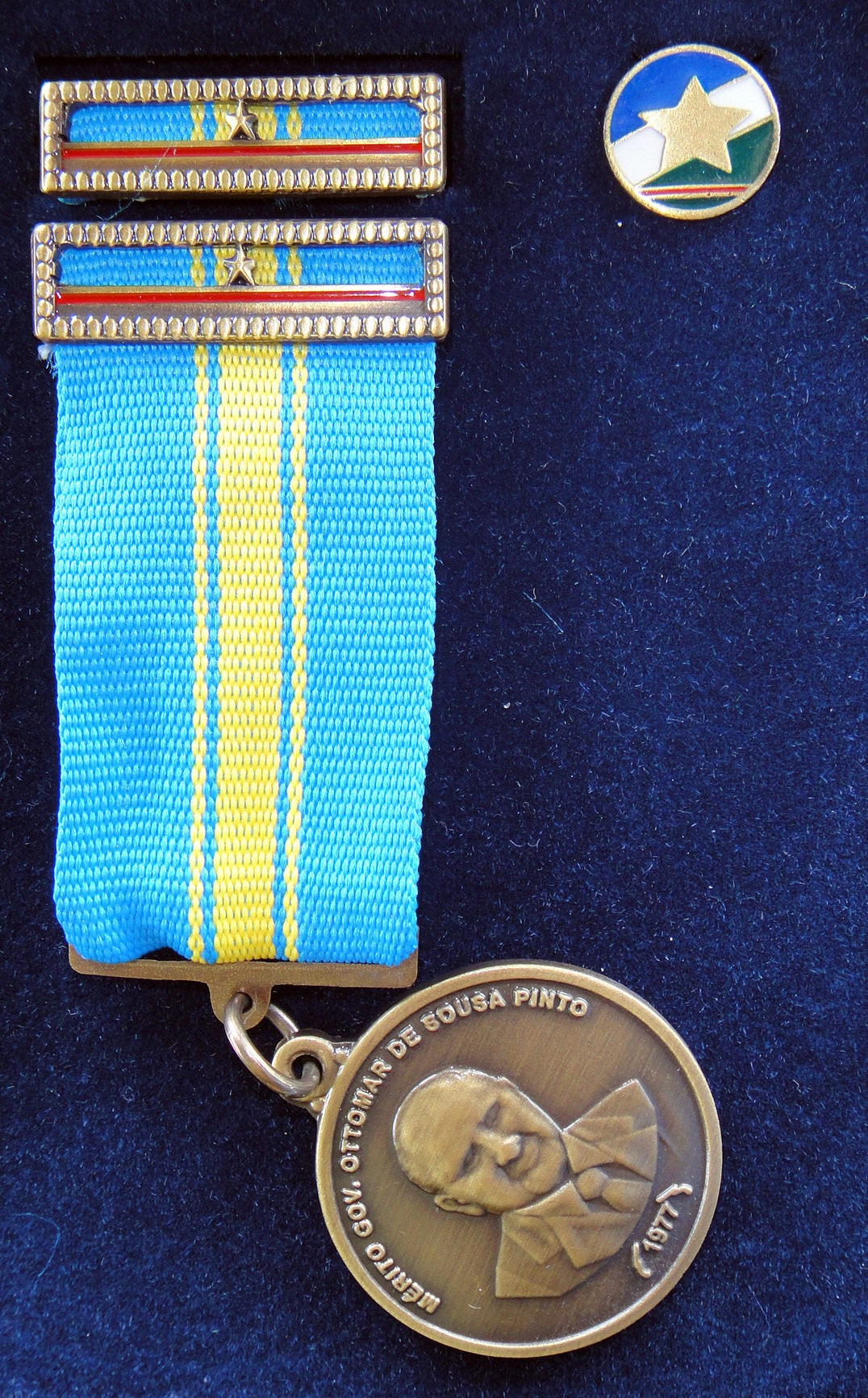
Conjunto de barrete, pin e medalha de Honra ao Mérito Ottomar de Souza Pinto, Casa Militar do Governo de Roraima, Brasil

pelo Governo do Estado de Roraima, Brasil.
A Medalha de Honra ao Mérito Ottomar de Sousa Pinto é uma distinção ou comenda, criada pelo Governo do Estado de Roraima (Brasil), através do Decreto de nº 8 616, de 18 de janeiro de 2008, para homenagear por mérito entidades e personalidades civis e militares que colaboraram, com o governo estadual e com a Casa Militar, por meio de ações de relevância para a sociedade roraimense.